# Объединённая зона безопасности

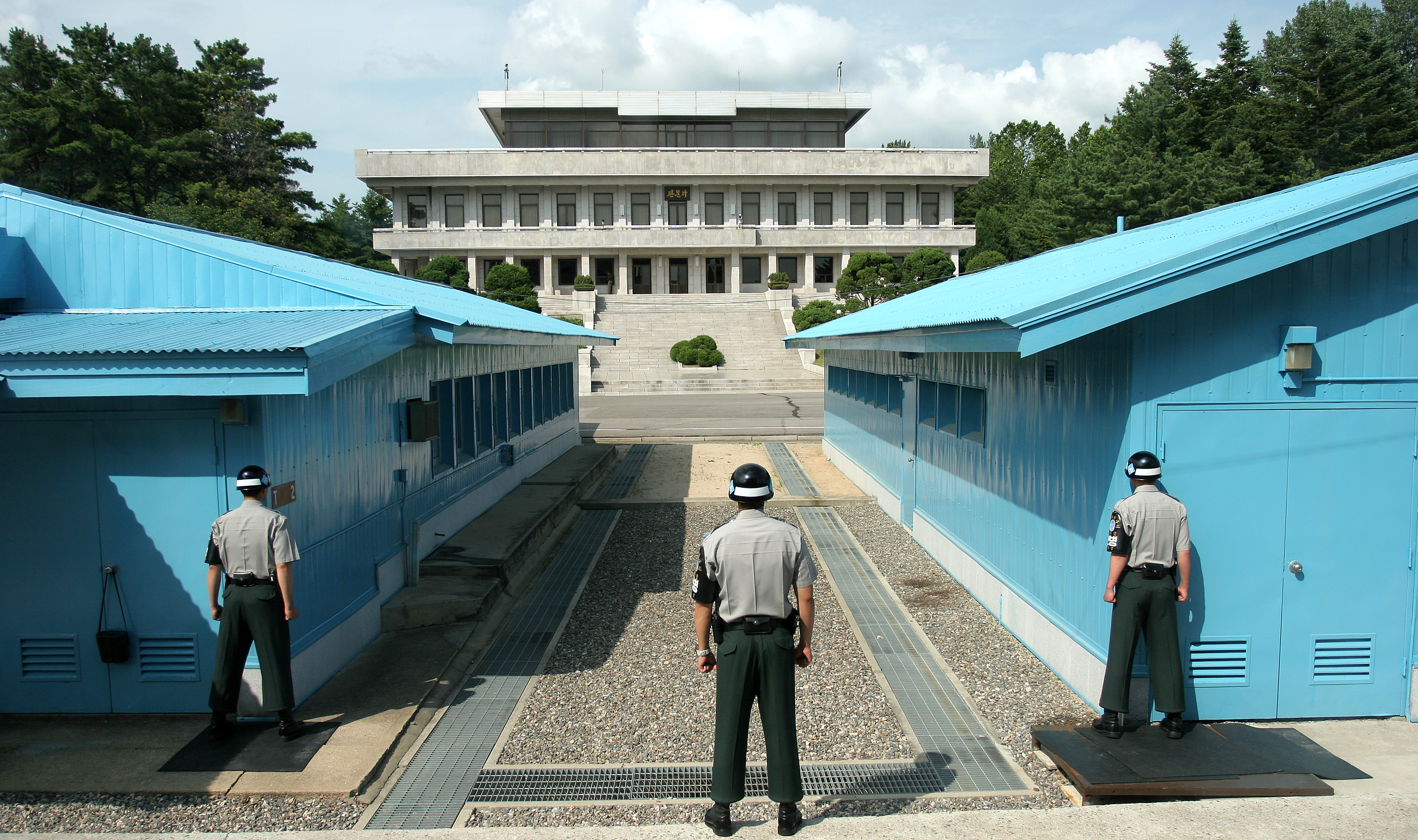
Южнокорейские солдаты стоят на страже у JSA между синими зданиями. Вид с юга. Сзади, трёхэтажный павильон Пханмунгак, в Северной Корее.

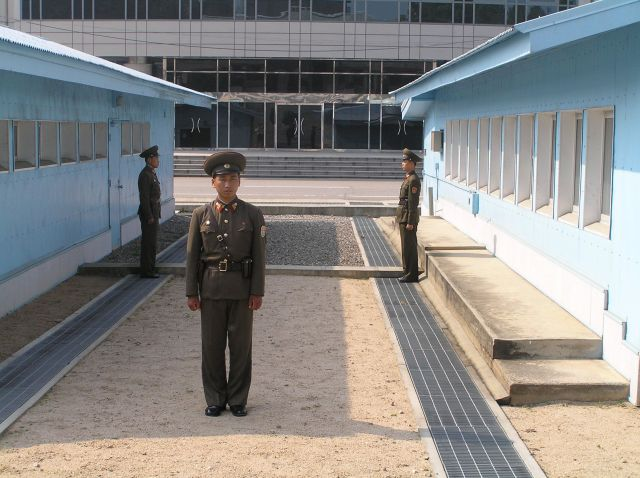
Северокорейские солдаты охраняют объединённую зону безопасности между синими зданиями. Вид с севера. Сзади — цокольный этаж Дом Свободы в Южной Корее. Кирпичный выступ — это фактический физический пограничный знак в зоне безопасности.

Объединённая зона безопасности (англ. Joint Security Area, сокращённо JSA, часто именуемая Деревней перемирия или Пханмунджом) — единственная часть корейской демилитаризованной зоны, где силы Северной и Южной Кореи стоят лицом к лицу. Объединённая зона безопасности используется двумя Кореями для дипломатических встреч, и до марта 1991 года она также была местом военных переговоров между Северной Кореей и Командованием Организации Объединённых Наций (UNC).
С момента своего создания в 1953 году объединённая зона безопасности была местом многочисленных событий и инцидентов, первым из которых была репатриация военнопленных после прекращения боевых действий через Мост невозврата. В 2018 году официальные лица Северной и Южной Кореи согласились очистить объединённую зону безопасности от мин, оружия и постов охраны. Этот процесс был завершён 25 октября 2018 года, и в настоящее время в составе объединённой зоны безопасности находится всего 35 невооружённых охранников. Было также решено, что впредь этот район будет в основном туристической достопримечательностью. 6 ноября 2018 года было объявлено, что Командование ООН передаст основные охранные функции теперь демилитаризованной Объединённой зоны безопасности Северной и Южной Корее.

## Расположение
Объединённая зона безопасности расположена примерно в 800 метрах к югу от первоначальной деревни Пханмунджом. Именно из-за этой близости термины Объединённая зона безопасности и Пханмунджом часто используются как синонимы. Деревня занимала бо́льшую территорию, чем нынешний комплекс Объединённой зоны безопасности, и состояла в основном из ферм. Она была разрушена во время войны, и всё, что сейчас осталось на месте старой деревни, — это здание, построенное для подписания Соглашения о перемирии в Корее, ныне Музей мира Северной Кореи. Место находится в ведении Командования Организации Объединённых Наций.

## Учреждение
Среди положений Соглашения о перемирии в Корее, подписанного 27 июля 1953 года с целью прекращения огня в Корейской войне, было учреждение Военной комиссии по перемирию (MAC), органа, контролирующего выполнение условий перемирия. Встречи представителей военной комиссии по перемирию от Командования Организации Объединённых Наций (UNC) и Корейской народной армии/китайских народных добровольцев (KPA/CPV) проводились в Объединённой зоне безопасности, анклаве шириной 800 метров, примерно круглой формы рассекающейся пополам Военно-демаркационной линией, разделяющей Южную и Северную Корею, и создана как нейтральная зона, где было свободное передвижение обеих сторон в любом месте в пределах границ Объединённой зоны безопасности.
Военная полиция обеих сторон обеспечивает безопасность Объединённой зоны безопасности с помощью охранных сил, состоящих не более чем из 35 сотрудников службы безопасности на дежурстве в любой момент времени. Административные помещения для обеих охранных сил расположены на территории Объединённой зоны безопасности.

## Устройство территории

Карта современной объединённой зоны безопасности (JSA) с красной военной демаркационной линией (MDL) и зданиями; сплошным чёрным цветом занято Северной Кореей (KPA), а белым цветом — Южной Кореей и Организацией Объединённых Наций.

Хотя граница оставалась неизменной с годами, сами здания изменились. Некоторые из них были удалены, в том числе все контрольно-пропускные пункты КНА на южной половине Объединённой зоны безопасности. Были построены новые здания, а некоторые существующие здания были расширены или просто отремонтированы. Единственным изменением границ Объединенной зоны безопасности было установление разделительной линии внутри территории после убийства двух американских офицеров в 1976 году. До этого вся территория была нейтральной, где члены обеих сторон обладали свободой передвижения в пределах Объединённой зоны безопасности.
После введения в действие военной демаркационной линии (MDL) в пределах Объединённой зоны безопасности несколько зданий контрольно-пропускных пунктов Командования ООН также были перестроены и/или переименованы. Примерами этого являются то, что называлось наблюдательным постом № 5 на холме с видом на мост невозврата, теперь это контрольно-пропускной пункт (КПП) № 3, в то время как то, что раньше называлось КПП № 3 (а иногда и «Самый одинокий форпост в мире») был контрольно-пропускным пунктом Командования ООН на южном конце Моста невозврата. После вступления в силу MDL у Севера больше не было дороги, ведущей в Объединённую зону безопасности, и в течение трех дней они построили то, что теперь известно как «72-часовой мост».

### Север
- Павильон Пханмунгак[англ.]
- Павильон Объединения[англ.]

### Юг
- Дом Свободы[англ.]
- Дом Мира[англ.]

### Нейтральные или Совместные
- Конференц-залы (синие бараки)

## Галерея

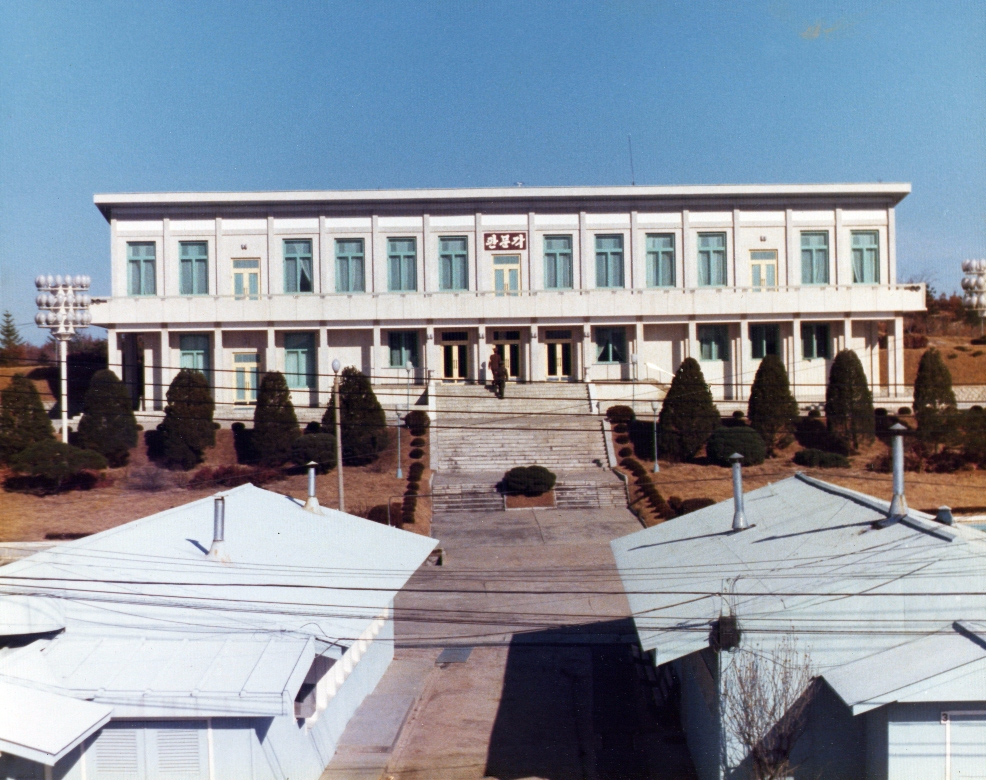
Главное северокорейское здание, Панмунгак, вид из «Дома Свободы» в 1976 году.
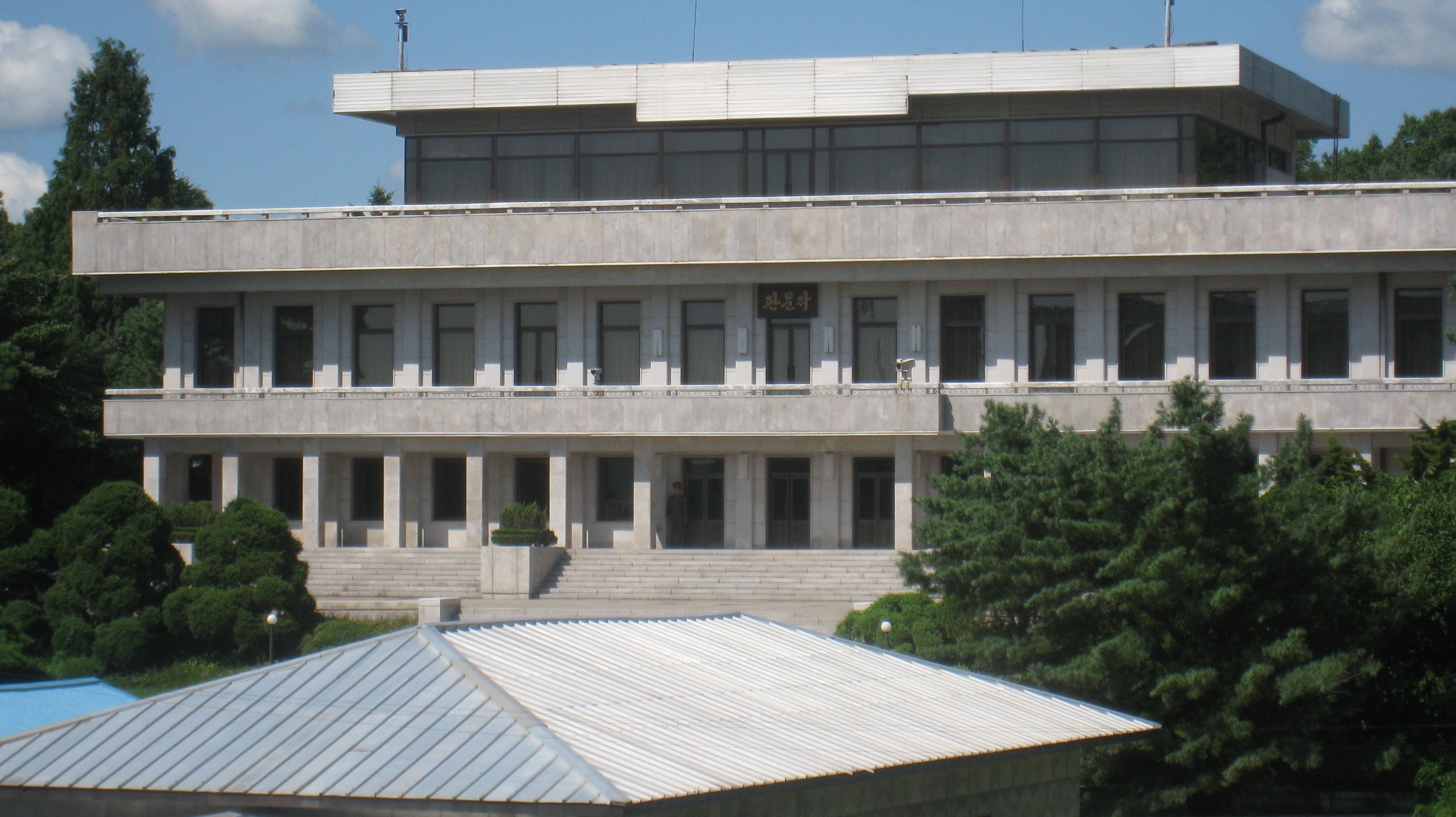
Вид на Панмунгак с «Дома Свободы» в 2009 году.
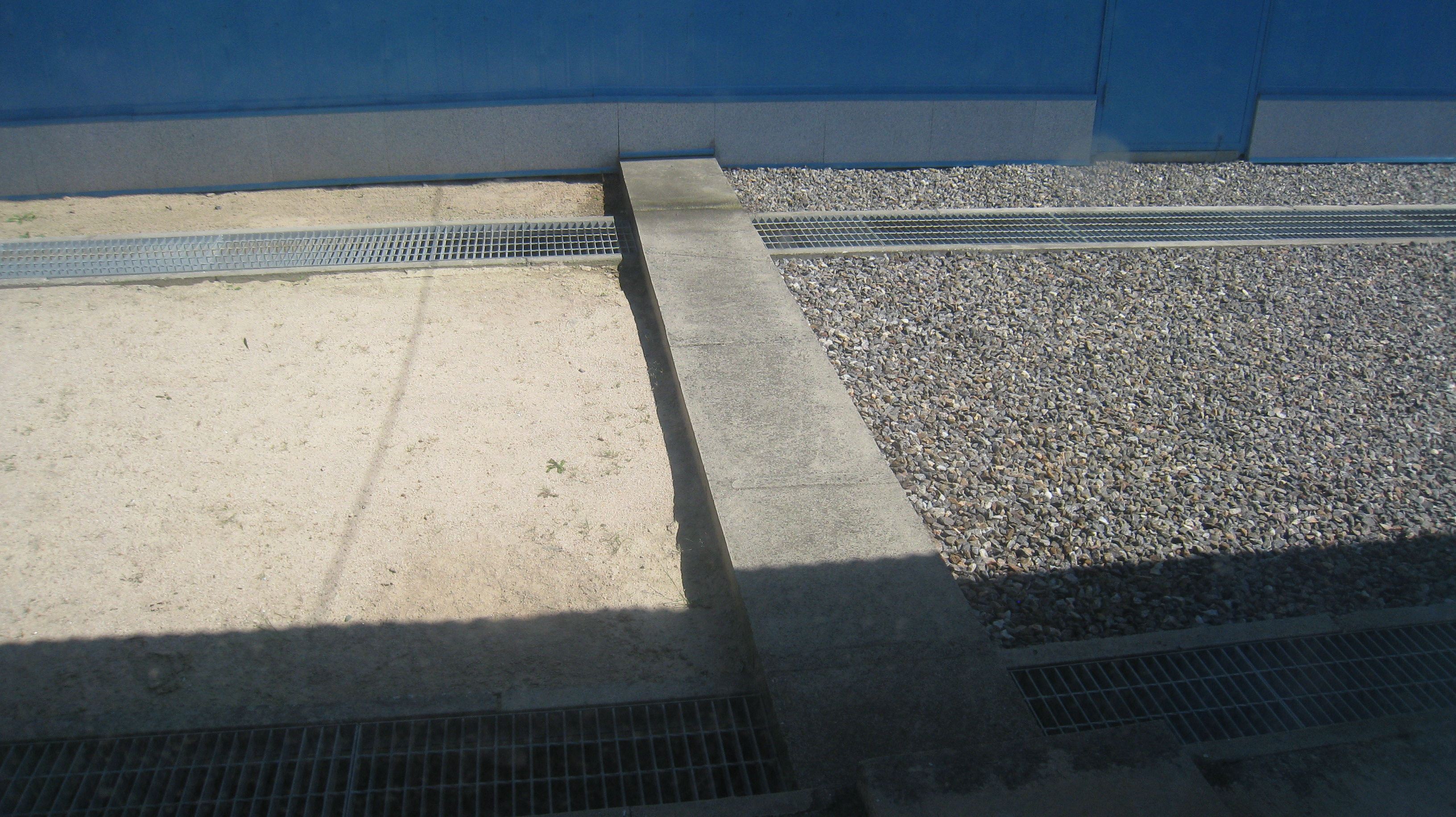
«Военная демаркационная линия», разделяющая север (слева) и юг (справа), обозначенная бетонной плитой между конференц-зданиями.
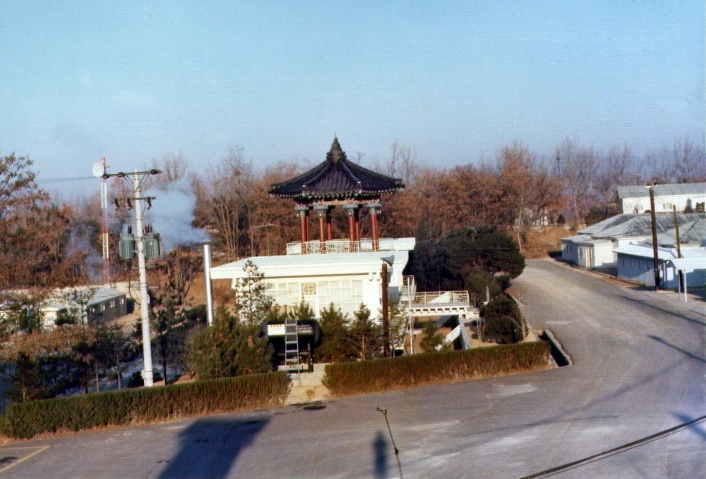
«Дом Свободы» и ряд других зданий от «Дома Свободы» в 1976 году.
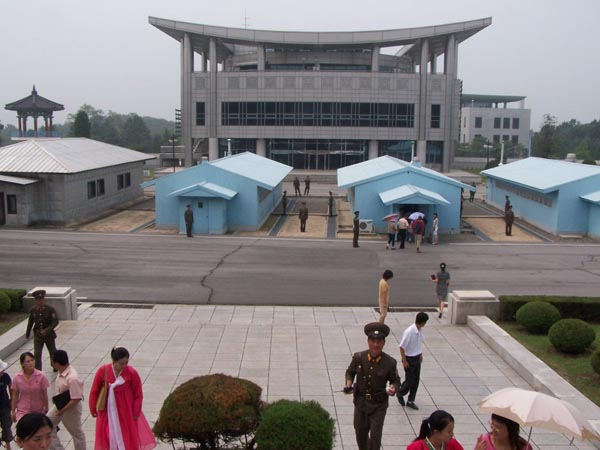
Вид на новый «Дом Свободы» с Панмунгака в 2005 году.
Панмунгак, двухэтажное здание на северокорейской стороне ОЗБ, построенное в 1969 году и использовавшееся (1) в одной части для невоенных дипломатических встреч и (2) в другой части для офисов для официальных лиц в вооружённых силах Северной Кореи.
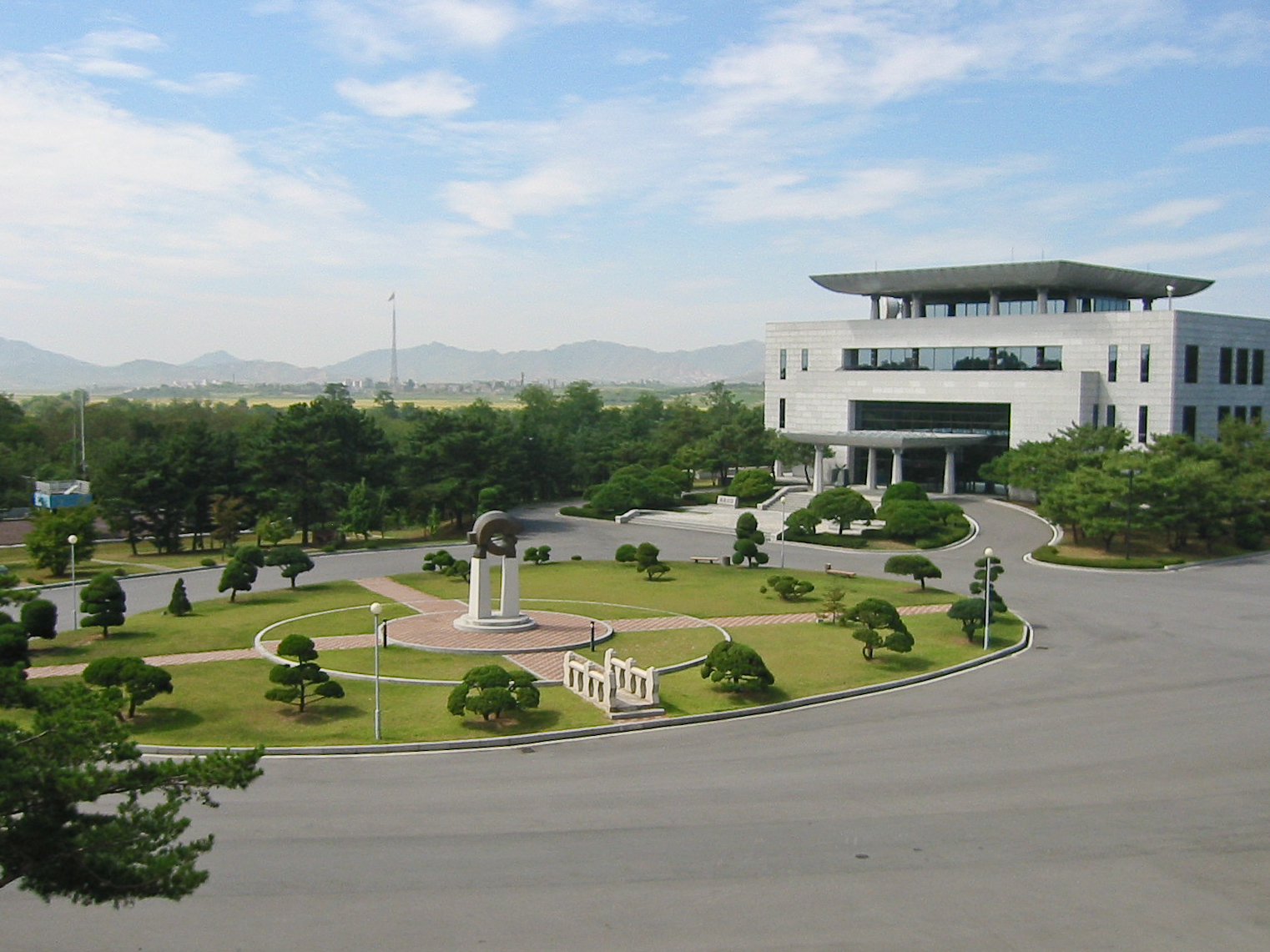
Дом мира, трехэтажное здание на южнокорейской стороне ОЗБ, построенное в 1989 году, используемое для невоенных дипломатических встреч.

Деревни в демилитаризованной зоне:
- Тэсондон[англ.] — деревня на южной стороне демаркационной линии
- Киджондон — деревня на северной стороне демаркационной линии